# Druhý dodatek Ústavy Spojených států amerických

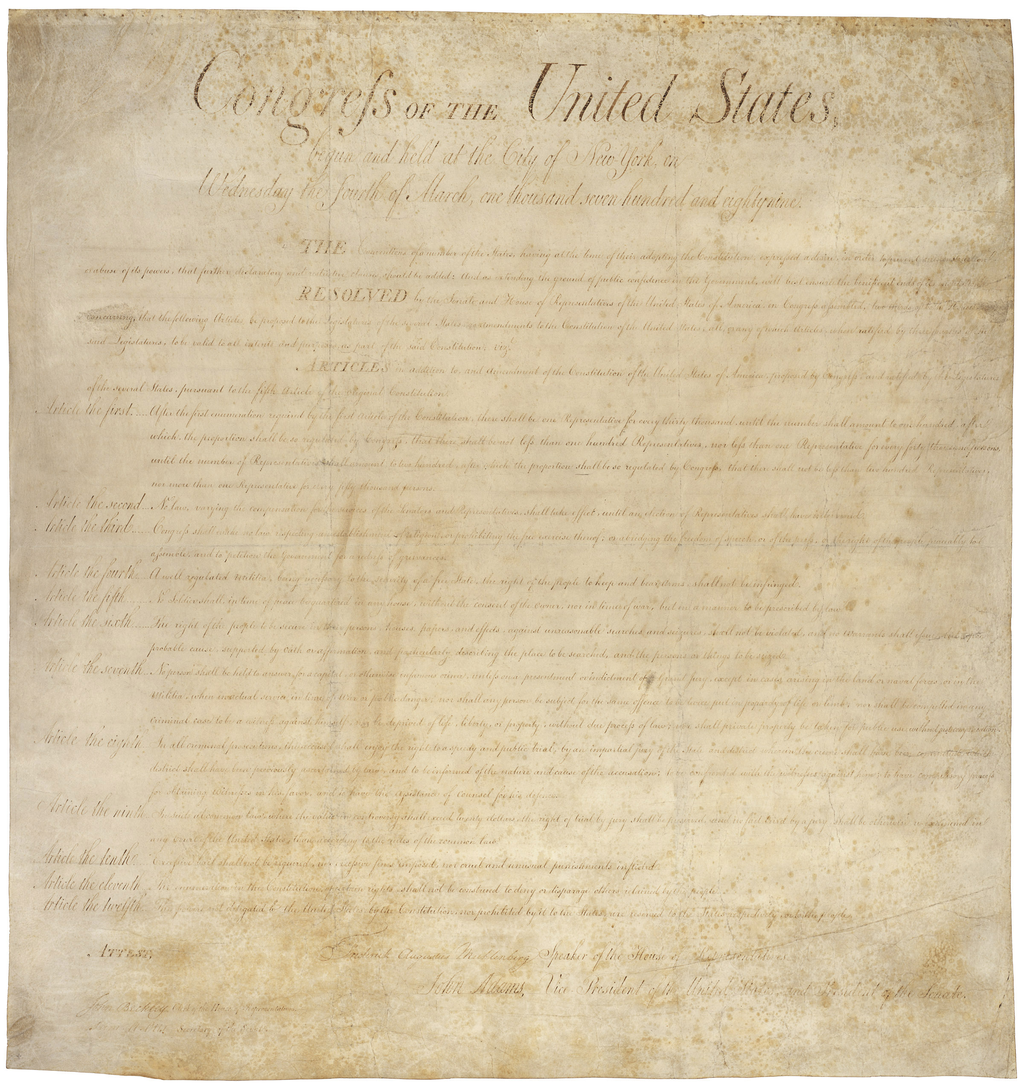
Listina práv USA

Druhý dodatek Ústavy Spojených států amerických (anglicky Second Amendment to the United States Constitution, zkráceně Second Amendment, Amendment II nebo jen 2A) zaručuje jejich obyvatelům právo držet a nosit zbraně. Společně s dalšími devíti dodatky je součástí Listiny práv, která vešla v platnost 15. prosince 1791. V rámci Spojených států má ve svých ústavách obdobné ustanovení i 44 států unie, a to minimálně v rozsahu formálně zaručujícím právo nosit zbraň pro obranu.
Přestože je Druhý dodatek nejkratším a také nejsrozumitelnějším dodatkem ústavy Spojených států, patří zároveň k nejkontroverznějším. Americká společnost je tak dlouhodobě silně rozdělená v pohledu na tento dodatek a práva jím chráněná. Rozdílný je i přístup složek státní moci v jednotlivých státech unie, a to od velmi liberálních až po značně restriktivní (často fakticky restriktivnějších než např. regulace zbraní v České republice nebo jiných evropských státech). Obecně patří mezi zastánce práva držet a nosit zbraně především voliči republikánské, libertariánské a státoprávní strany. Naopak voliči Demokratů a Zelených patří spíše k odpůrcům Druhého dodatku a preferují přísnou regulaci.
Konečnou instancí a autoritou ve výkladu práv chráněných Druhým dodatkem a přípustnosti jejich omezení je Nejvyšší soud Spojených států amerických. Nejvyšší soud se ovšem zabývá jen zlomkem jemu předložených případů. Od významného případu Spojené státy proti Millerovi z konce třicátých let 20. století rozhodoval pouze čtyři významné případy. V přelomovém výroku k případu District of Columbia proti Hellerovi v roce 2008 Nejvyšší soud potvrdil, že Druhý dodatek zaručuje přirozené právo jednotlivce držet zbraně za účelem obrany. Dále mj. konstatoval, že právo držet a nosit zbraně za účelem sebeobrany je ústřední složkou Druhého dodatku. Ale také, že práva chráněná Druhým dodatkem neplatí zcela absolutně. Dle soudu je tak možná regulace omezující nebo zakazující držení zbraní odsouzenými zločinci nebo mentálně nezpůsobilými osobami, přípustná je též regulace omezující nošení neobvyklých nebo zvlášť nebezpečných zbraní.
O dva roky později tentýž soud ve svém výroku k případu McDonald proti městu Chicago prohlásil, že Druhý dodatek platí nejen pro federální vládu a Kongres, ale prostřednictvím aplikace práva na řádný proces dle 14. dodatku Ústavy (Due Process Clause) platí i pro jednotlivé státy unie, a to včetně jejich místních samospráv nebo administrativních území. Tím byly zrušeny předchozí rozsudky tohoto soudu z konce 19. století, které platnost omezení daných Druhým dodatkem omezovaly pouze na federální moc (Spojené státy proti Cruikshankovi, Presser proti státu Illinois, Miller proti státu Texas, Robertson proti Baldwinovi). V roce 2016 Nejvyšší soud v případu Caetanová proti státu Massachusetts konstatoval, že Druhý dodatek se vztahuje na všechny nositelné zbraně a to včetně takových, které v době přijetí dodatku neexistovaly.
Ve výroku v případu New York State Rifle & Pistol Association proti Bruenovi pak Nejvyšší soud v červnu 2022 konstantoval, že Druhý a Čtrnáctý dodatek ústavy zaručují právo jednotlivce nosit zbraně za účelem sebeobrany. Rozhodnutí připouští možnost jednotlivých států podmínit výkon tohoto práva udělením odpovídajícího povolení, ovšem na nárokovém principu, tj. po splněním objektivních podmínek nutných pro vydání takového povolení. Rozsudek dále zavrhl do té doby běžně užívané restriktivní posuzování přípustnosti regulace práv vycházejících z Druhého dodatku pomocí tzv. dvoustupňového přezkumu (angl. two-tier scrutiny) a namísto něj při výkladu práv chráněných Druhým dodatkem ukládá užít jeho text a utvořenou historickou tradici.

## Text dodatku
Verze textu sepsaná Williamem Lambertem, ratifikovaná státem Delaware a použitá Nejvyšším soudem v případu District of Columbia proti Hellerovi:
| „ | A well regulated Militia, being necessary to the security of a free State, the right of the people to keep and bear Arms, shall not be infringed. | “ |

Do češtiny přeloženo jako:
| „ | Dobře udržovaná domobrana je nezbytná pro bezpečnost svobodného státu, právo lidu držet a nosit zbraně nesmí být porušeno. | “ |

Verze textu ratifikovaná Thomasem Jeffersonem: A well regulated militia being necessary to the security of a free state, the right of the people to keep and bear arms shall not be infringed.
Některé státy ratifikovaly text, ve kterém došlo k vypuštění některé z čárek (např. Maryland):
A well regulated Militia being necessary to the security of a free State, the right of the people to keep and bear Arms, shall not be infringed.
Ratifikační dokumenty států New York, Pensylvánie, Rhode Island a Jižní Karolíny obsahují pouze jedinou čárku, ale zachovávají velká písmena: A well regulated Militia being necessary to the security of a free State, the right of the people to keep and bear Arms shall not be infringed.
Stát New Jersey ratifikoval text, který neobsahuje čárky vůbec: A well regulated Militia being necessary to the security of a free State the right of the people to keep and bear Arms shall not be infringed.

## Význam
Druhý dodatek je nejkratším a také nejsrozumitelnějším dodatkem ústavy Spojených států. Říká, že lidé mají právo vlastnit zbraně a vytvářet milice. Toto právo nesmí být občanům upíráno na státní ani federální úrovni. Byl sepsán, aby občané mohli za použití zbraní svrhnout vládu, která by byla tyranská, pokusila by se omezovat základní práva lidu. a kterou by se nepodařilo odvolat skrze politický proces. Zbraně v rukou spořádaných občanů současně slouží jako jakási protiváha státní a federální ozbrojené moci.

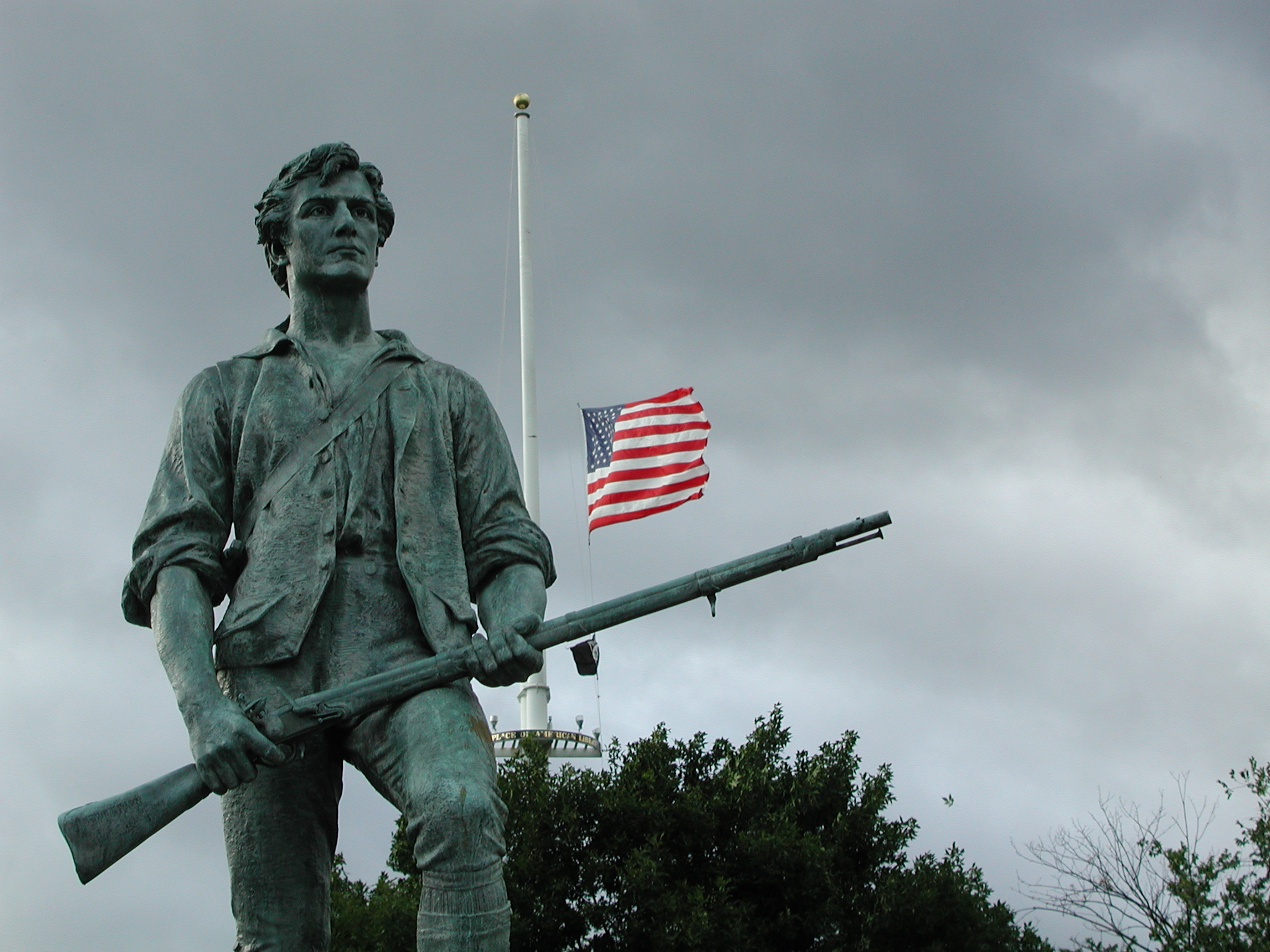
Socha Minutemana, člena dobře vycvičené milice, symbol Druhého dodatku ústavy Spojených států amerických

Nerestriktivní výklad Druhého dodatku podporuje Národní střelecká asociace (National Riffle Association, NRA), jedna z největších a nejvlivnější zájmových organizací v USA.

### Význam pojmuwell regulated militia
Slovo regulated (regulované, řízené, udržované) v kontextu Druhého dodatku znamená disciplinované a trénované. Nemá tedy nic společného s podřizováním se federálním autoritám. Raní angličtí osadníci v období před přijetím Ústavy Spojených států nahlíželi na právo držet a nosit zbraně a na právo ustavovat milice jako významné k těmto účelům:
- oprávnění lidu ustavovat milice;
- podílení se na ochraně práva;
- svržení tyranské vlády;
- odvrácení invaze;
- potlačení povstání;
- usnadnění přirozeného práva na sebeobranu.

## Související federální zákony

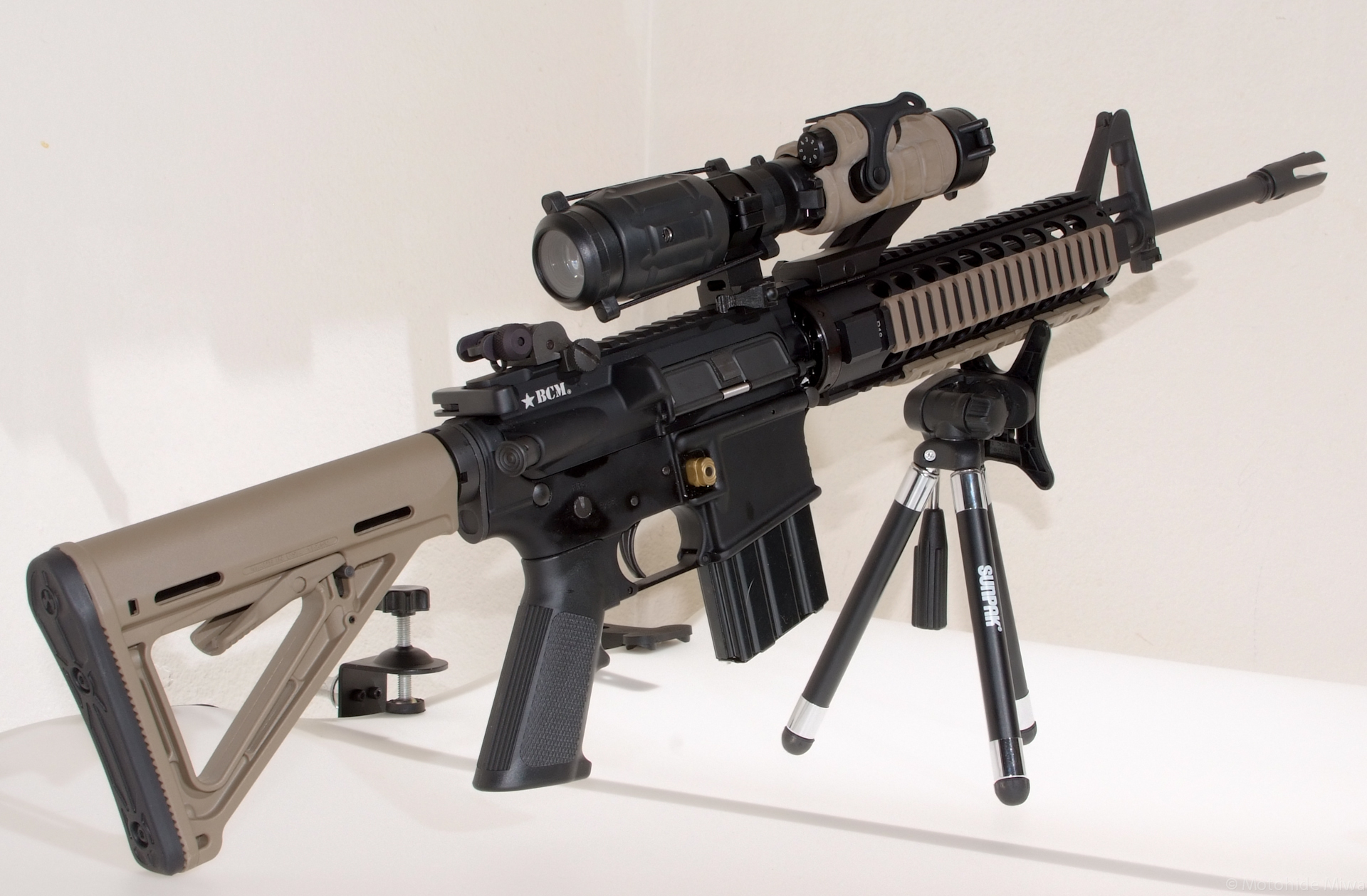
Poloautomatická puška AR-15, nejpoužívanější zbraň na sport a sebeobranu v USA

### Národní zbraňový zákon (National Firearms Act)
Tento zákon, schválený 26. června 1934, měl regulovat zvláště nebezpečné zbraně v té době spojované s organizovaným zločinem. Regulace spočívá v nutnosti získat federální povolení (jehož vydání může trvat více než rok), zaplatit daň ve výši 200 USD za každou zbraň/tlumič (200 USD z roku 1934 dnes odpovídá přibližně 3600 USD) a následně zbraň registrovat u federálního úřadu. Na tento zákon reagoval černý trh, který bez větších problémů dokázal zásobovat zločince právě těmito zakázanými zbraněmi.[zdroj?]. Původně se NFA měl vztahovat i na všechny krátké zbraně (handguns – pistole a revolvery), nicméně tato verze nenašla dostatečnou podporu.

#### Zbraně regulované NFA
- Kulomety (Machine guns): jakékoliv zbraně schopné vystřelit na jedno stisknutí spouště vícekrát. Zákon je souhrnně označuje jako „machine guns“ (kulomety). Ekvivalentem v české terminologii jsou zbraně samočinné. Jedinou regulovanou součástí zbraně je tzv. „Lower receiver“.
- Pušky a brokovnice s krátkou hlavní (Short-Barreled Rifles a Short-Barreled shotguns): pušky s hlavní kratší než 40,64 cm nebo celkově kratší než 66,04 cm (16, resp. 26 palců). Brokovnice s hlavní kratší než 45,72 cm nebo celkově kratší než 66,04 cm (18, resp. 26 palců).
- Tlumiče hluku: zařízení určená k tlumení hluku výstřelu.
- Destruktivní zařízení (destruktive devices): zařízení jako granáty, rakety, bomby atd. a palné zbraně s ráží vyšší než 1,27 cm (0.5 palce), s určitými výjimkami, například brokovnicemi ráže 10 a 12, které v zákoně nejsou obsaženy, neboť podle kongresu mají „legitimní využití ve sportu“.
- Jakékoliv jiné zbraně (any other weapons): zbraně neodpovídající běžnému výrobnímu provedení. Například pistole s nainstalovanou přední rukojetí, krátké brokovnice bez pažby či zbraně maskované jako jiné předměty.

### Federální zbraňový zákon (Federal Firearms Act)
Přijat 30. června 1938. Zavedl institut Federální zbrojní licence (Federal Firearms License) a povinnost pro výrobce a prodejce zbraní si ji pořídit. Zároveň bylo zakázáno prodávat zbraně zločincům. Tento zákon byl nahrazen Zákonem o kontrole zbraní v roce 1968, který z něj však většinu přebral.

### Zákon o kontrole zbraní (Gun Control Act)
Tento zákon, přijatý 22. října 1968, zakazuje určitým lidem, jako například osobám odsouzeným za zločiny s možnou trestní sazbou vyšší než jeden rok, za přestupek domácího násilí, zneužívání návykových látek (heroin, marihuana, léky s obsahem psychoaktivních látek, ne však alkohol a tabák) atp. držet a nosit zbraně. Dále zakazuje import zbraní, kterým není federálními úřady uznán „sportovní účel“ (lov nebo některé sportovní disciplíny, nikoliv praktické střelecké disciplíny). Zákon přebral většinu zákona Federal Firearms Act, který také nahradil.

### Zákon o ochraně vlastníků zbraní (Firearm owners protection act)
Zákon přijatý v roce 1986 upravil GCA z roku 1968 pro odstranění určitých problémů zneužívaných úřady proti vlastníkům zbraní (například umožnil cestovat se zbraněmi přes státy USA, které je například zakazují). Nicméně zároveň byl uzavřen registr pro automatické zbraně, a pro civilisty (bez ffl licence a SOT statusu) v USA již není možné nabývat do vlastnictví automatické zbraně novější než z roku 1986.

### Zákon o nedetekovatelných zbraních (Undetectable firearms act)
Přijat v roce 1988. Zakazuje výrobu, import a vlastnictví zbraní, ve kterých je méně než 105 gramů kovu (3,7 uncí), z důvodu jejich obtížnější detekce při kontrolách osob či zavazadel.

### Zákon o školních bezzbraňových zónách (Gun-Free school zones act)
Přijat v roce 1990. Zakazuje vnášení zbraní do škol.

### Zákon o veřejném bezpečí a ochraně rekreačního použití zbraní (Public Safety and Recreational Firearms Use Protection Act)
Častěji znám jako Federální zákaz útočných zbraní (Federal assault weapons ban). Přijatý v září 1994. Tento zákon zakazoval prodej nových poloautomatických zbraní (pistolí, pušek a brokovnic), které používají odnímatelné zásobníky a sdílely „příliš mnoho“ (kosmetických) součásti zbraní používaných ozbrojenými složkami (pistolová rukojeť, sklopná či teleskopická pažba, nástavec na bajonet, tlumič výšlehu, nástavec na granátomet atd.). Dále byly zakázány nové zásobníky na více než 10 nábojů.
Tento zákon byl přijat s datem vypršení (sunset provision), a to z důvodu zajištění podpory v Kongresu. Obnovit se ho nepodařilo, a tak v roce 2004 vypršel.

### Bradyho zákon o prevenci zločinu s krátkými zbraněmi (Brady Handgun Violence Prevention Act)
Tento zákon byl přijat v listopadu 1993. Je pojmenován po Jamesi Bradym, který byl zraněn při atentátu na Ronalda Reagana, v důsledku zranění ochrnul a nakonec na něj i zemřel (byť o mnoho let později, v roce 2014).
Tento zákon nařídil při prodeji zbraní provést prověrku nakupujícího a zároveň nařídil minimální čekací dobu 5 dní. Zároveň bylo nařízeno vytvořit systém, který by umožňoval dělat prověrky nakupujících okamžitě. Tento systém, známý jako NICS (National Instant Criminal Background Check System), (9) byl spuštěn v roce 1998 a je provozován FBI.
V současné době mají prodejci zbraní povinnost ověřit v tomto systému (telefonicky či přes internet), zda je zájemce o zbraň oprávněn ji držet (především v souladu s Gun Control Act). Většina prověrek je provedena okamžitě, pokud však trvá déle než 72 hodin, je možné zbraň prodat i bez ní. Nicméně tento systém je přístupný pouze těm prodejcům, kteří mají Federální zbrojní licenci (Federal firearms license). Není tedy například možné bez návštěvy licencovaného prodejce provést prověrku, pokud chcete zbraň prodat soukromě.

### Zákon o ochraně zákonného obchodu v oblasti zbraní (Protection of Lawful Commerce in Arms Act)
Přijat v roce 2005, zabraňuje žalobám na výrobce či prodejce zbraní (těch s federální licencí) kvůli zločinům spáchaným jimi vyrobenými nebo prodanými zbraněmi.

## Případy projednávané Nejvyšším soudem
Důležité soudní spory a verdikty projednávané Nejvyšším soudem Spojených států amerických, které se týkají práv chráněných druhým dodatkem. Nejvyšší soud není povinen se zabývat žádostmi o přezkum rozhodnutí nižších soudů, a proto je jím projednán jen zlomek navržených případů. Právo držet a nosit zbraně je tak přezdíváno jako „nejméně oblíbené ústavní právo“. Pro přijetí případu k projednání soudem je nutný souhlas minimálně čtyř soudců, a minimálně pěti, aby bylo vydáno rozhodnutí. Při přijetí případu může soud zúžit okolnosti projednávaného případu.

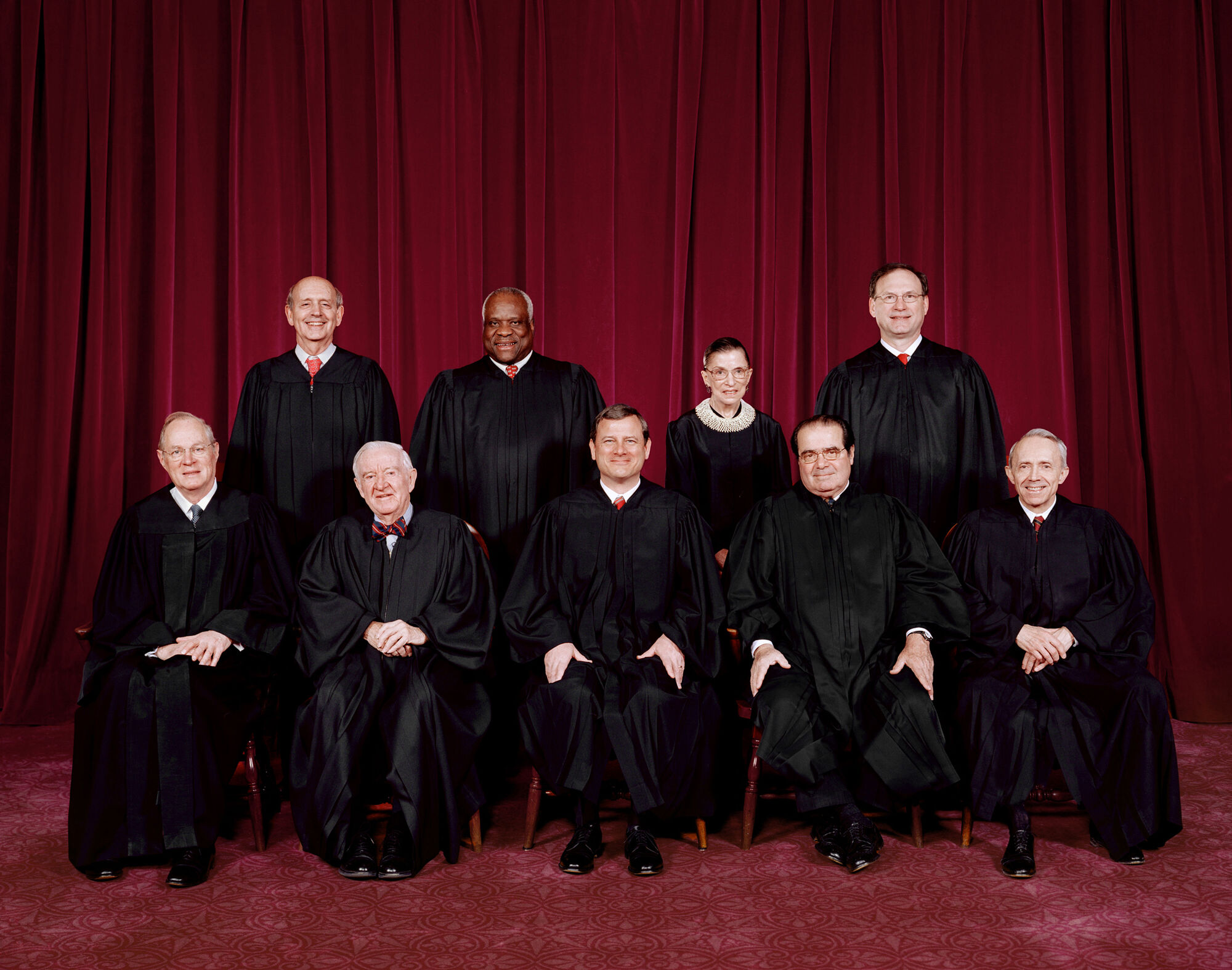
Složení Nejvyššího soudu rozhodujícího případ District of Columbia proti Hellerovi v roce 2008

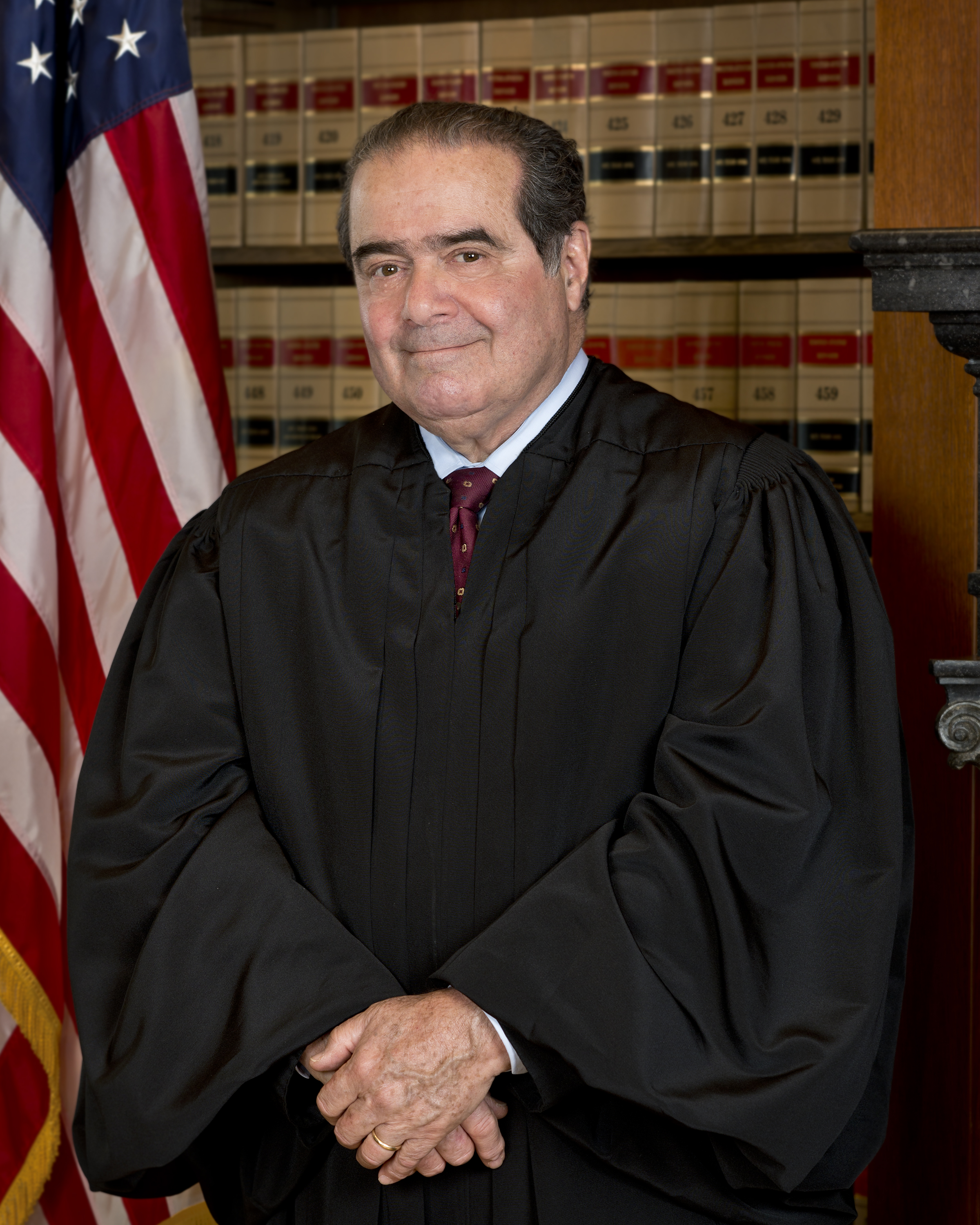
Soudce Nejvyššího soudu Antonin Scalia, autor výroku v District of Columbia proti Hellerovi

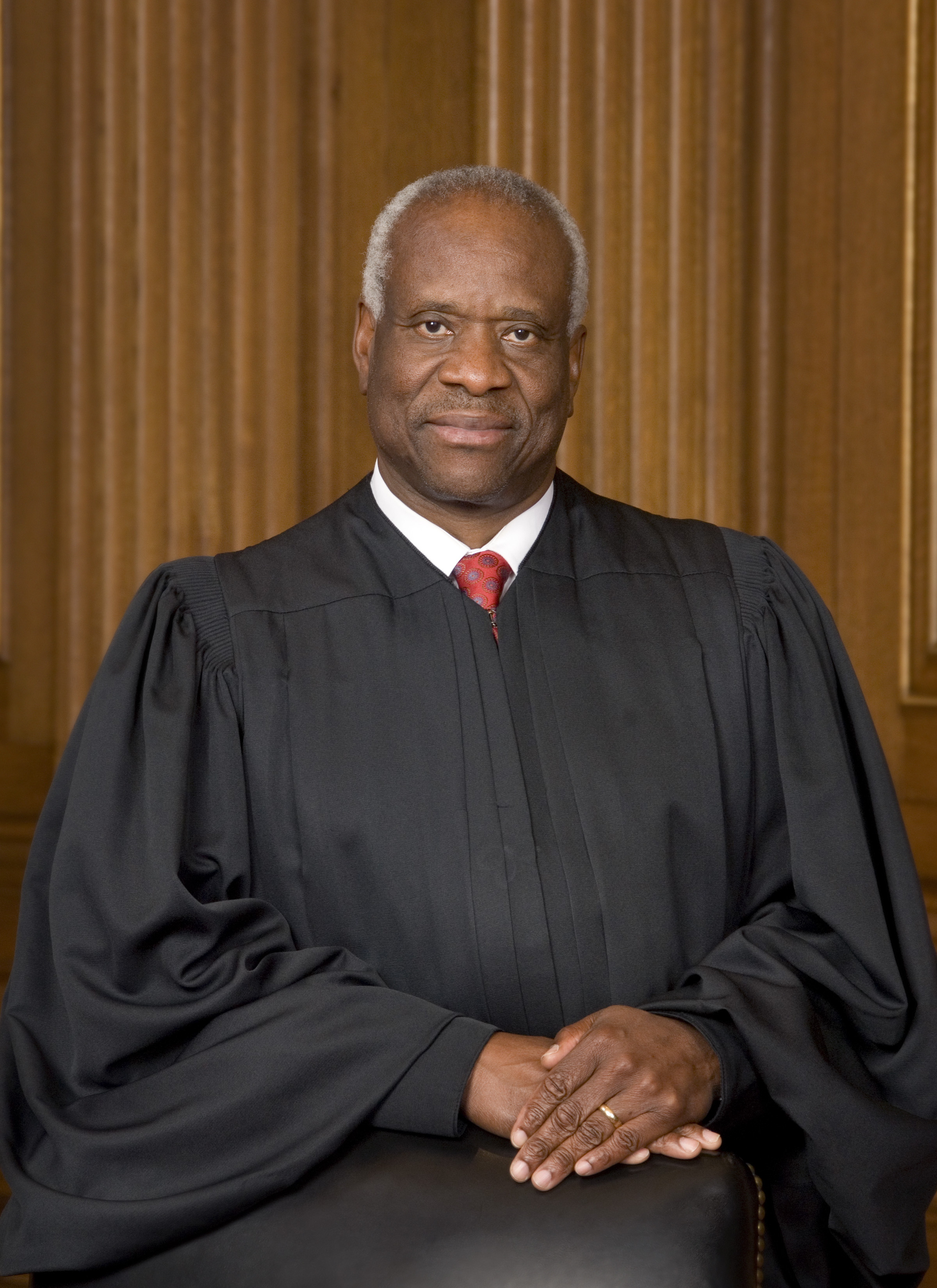
Soudce Nejvyššího soudu Clarence Thomas, autor výroku v NYSRPA proti Bruenovi

- Spojené státy proti Cruikshankovi (1872)
  - Verdikt [5-4]: První a Druhý dodatek federální ústavy neomezují práva států nebo osob směrem k osobám.
  - První případ porušení práv vycházejících z Druhého dodatku před Nejvyšším soudem.
  - Částečně zrušen verdikty v případech DeJonge proti Oregonu (1937) a McDonald proti městu Chicago (aplikace ústavních dodatků i na státy).
- Presser proti státu Illinois (1886) a Miller proti státu Texas (1894)
  - Verdikt [9-0]: Státy mohou omezovat soukromé ozbrojené skupiny. Druhý dodatek omezuje pouze federální vládu a Kongres.
  - Zrušen verdiktem Nejvyššího soudu v případu McDonald proti městu Chicago.
- Robertson proti Baldwinovi (1897)
  - V případu Nejvyšší soud potvrdil, že právo lidu držet a nosit zbraně není porušeno zákony, které omezují nebo zakazují skryté nošení zbraní.
- Spojené státy proti Millerovi (1939)[3]
  - Verdikt [8-0]: Kategorie zbraní dle NFA, které se považují vhodné pro vojenskou (miliční) službu a spadají pod Druhý dodatek. Kongres může regulovat mezistátní prodej upilovaných brokovnic, jelikož nejsou zbraněmi vhodnými pro miliční použití.
- District of Columbia proti Hellerovi (2008, zkrácený název DC v. Heller)[5]
  - Meritum: Přísné zákony federálního distriktu Washington, D.C., které mj. od držitele zbraní, který je drží bez spojitosti se službou v jakékoliv státem zřízené domobraně, požadují, aby tyto soukromé zbraně pořízené pro soukromé užití uchovával ve vlastním obydlí nenabité a rozebrané nebo opatřené zámkem spouště.
  - Verdikt [5-4]: Držení zbraní dle Druhého dodatku Ústavy je právem zákona dbalého zodpovědného jednotlivce, ovšem neplatí zcela neomezeně. Regulace podmínek držení zbraní státem nebo federací tak neodporuje Ústavě.
  - Soud se nezabýval právem nosit zbraň na veřejnosti.
- McDonald proti městu Chicago (2010)[6]
  - Meritum: Obyvatel Chicaga 76letý Otis McDonald se kvůli výrazně zhoršující se bezpečnostní situaci ve svém bydlišti rozhodl opatřit si krátkou zbraň. Město vyžadovalo registraci všech zbraní tohoto druhu předtím. než je mohou obyvatelé nabýt do vlastnictví. Registrace ale město odmítalo od roku 1982 provádět, dále požadovalo každoroční znovuregistrování včetně zaplacení nového poplatku a pozbytí možností registrace zbraně, jejíž registrace vypršela, díky čemuž bylo nabývání a držení krátkých zbraní prakticky zakázáno.
  - Verdikt [5-4]: Druhý dodatek platí nejen pro federální vládu, ale i jednotlivé státy Unie včetně jejich místních samospráv (prostřednictvím aplikace práva na řádný proces dle 5. a 15. dodatku Ústavy). Právo držet a nosit zbraně za účelem sebeobrany je ústřední složkou Druhého dodatku.
- Caetano proti státu Massachusetts (2016)[7]
  - Meritum: Jaime Caetano z Massachusetts si opatřila a následně použila elektrický paralyzér na obranu před napadením ze strany násilnického bývalého partnera. Následně byla zatčena policií, obžalována a odsouzena za nezákonné držení paralyzéru. Nejvyšší soud státu Massachusetts rozhodl, že elektrický paralyzér není zbraní chráněnou Druhým dodatkem, jelikož se nejedná o zbraň, která byla v době přijetí tohoto dodatku běžně používána.
  - Verdikt [9-0]: Nejvyšší soud státu Massachusetts rozhodl v rozporu s Druhým dodatkem a jeho výkladem v rozsudcích Nejvyššího soudu v DC. v Heller a McDonald v Chicago. Druhý dodatek se netýká pouze palných zbraní, ale všech nositelných zbraní, a to včetně zbraní, které v době přijetí dodatku neexistovaly.
  - Caetano byla následně v červenci 2016 uznána nevinnou.
- Voisine proti Spojeným státům (2016)
  - Meritum: V roce 2009 na východě státu Maine zastřelil opakovaně trestaný Stephen Voisine orla bělohlavého. Vzhledem ke své trestní minulosti zahrnující domácí násilí nebyl osobou způsobilou legálně držet zbraň (dle Domestic Violence Offender Gun Ban, který je součástí zákona Omnibus Consolidated Appropriations Act of 1997). Voisine oponoval, že Domestic Violence Offender Gun Ban odporuje Ústavě a výroku z DC. v Heller, protože mu odpírá právo na obranu.
  - Verdikt [6-2]: Osoby usvědčené z domácího násilí nemohou vlastnit zbraně.
- New York State Rifle & Pistol Association Inc. proti městu New York (2019, zkrácené názvy NYSRPA v. NYC, NYSRPA I)
  - Meritum: Přísné zákony města New York zakazující transport nenabitých zbraní vlastníkem jinam než na sedm vybraných střelnic a související rozhodnutí nižších soudů porušují Druhý dodatek a výrok z případu District of Columbia proti Hellerovi.
  - Po rozhodnutí soudu projednat případ stát New York a město New York v nezbytně nutné míře změnily své zákony, aby předešly vynesení precedentního rozsudku jako v případu DC v. Heller. Soud se následně v dubnu 2020 odmítl případem dále zabývat s tím, že již pozbyl existence. S tímto rozhodnutím v disentním stanovisku nesouhlasili soudci Alito, Gorsuch a částečně Thomas a Kavanaugh s tím názorem, že Nejvyšší soud se měl zabývat případem města a nižších soudů porušujících verdikt z District of Columbia proti Hellerovi a McDonald proti městu Chicago.
- Caniglia proti Stromovi (2021)
  - Verdikt [9-0]: Soud se jednomyslně shodl, že preventivní zabavení zbraní policií bez soudního příkazu porušuje práva chráněná Druhým a Čtvrtým dodatkem ústavy (ochrana občanů před prohledáváním, zatýkáním a zabavováním majetku bez konkrétního soudního příkazu nebo bez důvodu opravňujícího věřit, že byl spáchán zločin).
- New York State Rifle & Pistol Association Inc. proti Bruenovi (2021, zkrácené názvy NYSRPA v. Bruen, původně NYSRPA v. Corlett, NYSRPA II)[8][pozn. 1]
  - Meritum: Porušují státem New York přísné stanovené požadavky na žadatele o vydání povolení ke skrytému nošení zbraní za účelem sebeobrany jejich práva chráněná Druhým dodatkem ústavy? (Whether the State's denial of petitioners' applications for concealed-carry licenses for self-defense violated the Second Amendment.)
  - Verdikt [6-3]: Druhý a Čtrnáctý dodatek Ústavy ochraňují právo jednotlivců nosit zbraň za účel obrany na veřejnosti. Neobjektivní požadavky státu New York vyžadující po žadatelích o vydání nenárokového povolení k nošení zbraně z důvodu sebeobrany prokázání tzv. proper clause (potřeby nosit zbraň) porušují práva zákona dbalých občanů, chráněná Čtrnáctým dodatkem, čímž porušily jejich právo držet a nosit zbraň chráněné Druhým dodatkem. Pro účely posuzování přípustnosti regulace práv vycházejících z Druhého dodatku není přípustná dosavadní praxe dvoustupňového přezkumu (angl. two-tier scrutiny), ale namísto něj se má užít historické tradice výkladu daných práv. Státy ovšem stále mohou regulovat nošení zbraní vydáváním odpovídajících povolení, jsou-li vydávána na nárokovém, tj. objektivním splnění podmínek pro vydání.

## Obdobná ustanovení v ústavách jednotlivých států Unie
Čtyřicet čtyři států s výjimkou Kalifornie, Iowy, Marylandu, Minnesoty, New Jersey a New Yorku má ve svých ústavách ustanovení podobné Druhému federálnímu dodatku. New York má toto ustanovení součástí § 4 Zákona o občanských právech (Dobře udržovaná domobrana je nezbytná pro bezpečnost svobodného státu, právo lidu držet a nosit zbraně nemá být porušeno).
Nejkratší takové ustanovení obsahují ústavy Alabamy a Connecticutu, které přiznávají každému občanu státu právo nosit zbraně pro obranu svou a státu. Velká část států přiznává práva v rozsahu obdobném jako federální dodatek, přičemž některé ústavy konkretizují důvody výkonu těchto práv (obrana sebe, rodiny, domova a jiných osob, lov, rekreační účely, pomoc veřejné moci atd.). Část státu navíc z ochrany těchto práv vyčleňuje pravomoc státních parlamentů přijímat zákony regulující především skryté nošení zbraní za účelem předcházení kriminalitě. Mnoho států v těchto ustanoveních ústavy stanovuje omezení pro udržování vojenských sil (především v době míru) a jejich přísnou kontrolu civilní vládou, jelikož vojsko je považováno za ohrožení svobody. Největší rozsah pak obsahují ústavy států Idaho a Missouri, které navíc chrání jejich obyvatele před cíleným nepřímým omezováním tohoto práva (uvalení daní, poplatků, registrací nebo licencí souvisejícího s držením a nošením zbraní nebo omezení běžného příslušenství).
| Stát             | Část ústavy                         | Text anglicky | Text česky |
| ---------------- | ----------------------------------- | --- | --- |
| Alabama          | Článek 1 § 26                       | That every citizen has a right to bear arms in defense of himself and the state. | Každý občan má právo nosit zbraně pro obranu sebe a státu. |
| Aljaška          | Článek 1 § Deklarace práv 19        | A well regulated militia been necessary to the security of a free state. The right of the people to keep and bear arms shall not be infringed. The individual right to keep and bear arms shall not be denied or infringed by the State or a political subdivision of the state. | Dobře udržovaná domobrana je nezbytná pro bezpečnost svobodného státu. Právo lidu držet a nosit zbraně nesmí být porušeno. Právo jednotlivce držet a nosit zbraně mu nesmí být upřeno nebo porušeno státem nebo jeho územními celky. |
| Arizona          | Článek 2 Deklarace práv § 26        | The right of the individual citizen to bear arms in defense of himself or the state shall not be impaired, but nothing in this section shall be construed as authorizing individuals or corporations to organize, maintain, or employ an armed body of men. | Právo občana nosit zbraně pro obranu sebe nebo státu nesmí být narušeno, nic v tomto paragrafu ale nesmí být vykládáno jako povolení pro jednotlivce nebo společnosti k zakládání, udržování nebo využívání ozbrojených skupin. |
| Arkansas         | Článek 2 Deklarace práv § 5         | The citizens of this State shall have the right to keep and bear arms, for their common defense. | Občané tohoto státu mají právo držet a nosit zbraně pro svou společnou obranu. |
| Colorado         | Článek 2 Listina práv § 13          | The right of no person to keep and bear arms in defense of his home, person and property, or in aid of the civil power when thereto legally summoned, shall be called in question; but nothing herein contained shall be construed to justify the practice of carrying concealed weapons. | Právo osob držet a nosit zbraně pro obranu domova, sebe a majetku, nebo pro pomoc veřejné moci, jsou-li k tomu v souladu s právem povolány, nesmí být zpochybňováno; avšak toto nesmí být vykládáno jakožto oprávnění ke skrytému nošení zbraní. |
| Connecticut      | Článek 1 Deklarace práv § 15        | Every citizen has a right to bear arms in defense of himself and the state . | Každý občan má právo nosit zbraně pro obranu sebe a státu. |
| Severní Dakota   | Článek 1 Listina práv § 1           | All individuals are by nature equally free and independent and have certain inalienable rights, among which are those of enjoying and defending life and liberty; acquiring, possessing and protecting property and reputation; pursuing and obtaining safety and happiness; and to keep and bear arms for the defense of their person, family, property, and the state, and for lawful hunting, recreational, and other lawful purposes, which shall not be infringed. | Všichni jednotlivci si jsou přirozeně rovni, svobodní a nezávislí a mají jistá nezcizitelná práva, mezi nimi právo užívat a bránit si svůj život a svobodu; získávat, vlastnit a chránit majetek a dobré jméno; sledovat a usilovat o bezpečí a životní štěstí; držet a nosit zbraně pro obranu sebe, rodiny, majetku a státu a pro legální lov, rekreaci a další zákonné důvody, tato jejich práva nesmí býti porušena. |
| Jižní Dakota     | Článek 6 Listina práv § 24          | The right of the citizens to bear arms in defense of themselves and the state shall not be denied. | Občanům nesmí být odepřeno právo nosit zbraně pro obranu sebe a státu. |
| Delaware         | Článek 1 Listina práv § 20          | A person has the right to keep and bear arms for the defense of self, family, home and State, and for hunting and recreational use. | Člověk má právo držet a nosit zbraně pro obranu sebe, rodiny, domova a státu, a pro lov a rekreační účely. |
| Florida          | Článek 1 Deklarace práv § 8 odst. a | The right of the people to keep and bear arms in defense of themselves and of the lawful authority of the state shall not be infringed, except that the manner of bearing arms may be regulated by law. | Právo lidu držet a nosit zbraně pro obranu sebe samých a zákonné autority státu nesmí být porušeno, kromě možnosti regulace pravidel pro nošení zbraní. |
| Georgie          | Článek 1 Listina práv § 8           | The right of the people to keep and bear arms shall not be infringed, but the General Assembly shall have power to prescribe the manner in which arms may be borne. | Právo lidu držet a nosit zbraně nesmí být porušeno, ale parlament má pravomoc stanovit pravidla, za kterých mohou být zbraně nošeny. |
| Idaho            | Článek 1 Deklarace práv § 11        | The people have the right to keep and bear arms, which right shall not be abridged; but this provision shall not prevent the passage of laws to govern the carrying of weapons concealed on the person nor prevent passage of legislation providing minimum sentences for crimes committed while in possession of a firearm, nor prevent the passage of legislation providing penalties for the possession of firearms by a convicted felon, nor prevent the passage of any legislation punishing the use of a firearm. No law shall impose licensure, registration or special taxation on the ownership or possession of firearms or ammunition. Nor shall any law permit the confiscation of firearms, except those actually used in the commission of a felony.                                                                   | Lid má právo držet a nosit zbraně, které mu nesmí být odepřeno; ale toto nesmí být vykládáno jako omezení parlamentu vydávat zákony upravující nošení skrytých zbraní občany nebo zákonů stanovující minimální tresty za zločiny spáchané v souvislosti s držením zbraní, ani bránit přijetí zákonů stanovujících tresty za držení zbraní odsouzenými zločinci, ani bránit přijetí jakékoliv legislativy trestající použití zbraní. Žádný zákon nesmí uvalit na obyvatele licencování, registraci nebo zvláštní daně související s vlastnictvím zbraní, kromě těch skutečně použitých pro spáchání závažného zločinu.                                                                         |
| Illinois         | Článek 1 Listina práv § 22          | Subject only to the police power, the right of the individual citizen to keep and bear arms shall not be infringed. | Vyjma policejních pravomocí, právo jednotlivých občanů držet a nosit zbraně nesmí být porušeno. |
| Indiana          | Článek 1 Listina práv § 32          | The people shall have a right to bear arms, for the defense of themselves and the State. | Lid má právo držet a nosit zbraně pro obranu sebe a státu. |
| Havaj            | Článek 1 Listina práv § 17          | A well regulated militia being necessary to the security of a free state, the right of the people to keep and bear arms shall not be infringed. | Dobře udržovaná domobrana je nezbytná pro bezpečnost svobodného státu, právo lidu držet a nosit zbraně nesmí být porušeno. |
| Severní Karolína | Článek 1 Deklarace práv § 30        | A well regulated militia being necessary to the security of a free State, the right of the people to keep and bear arms shall not be infringed; and, as standing armies in time of peace are dangerous to liberty, they shall not be maintained, and the military shall be kept under strict subordination to, and governed by, the civil power. Nothing herein shall justify the practice of carrying concealed weapons, or prevent the General Assembly from enacting penal statutes against that practice. | Dobře udržovaná domobrana je nezbytná pro bezpečnost svobodného státu, právo lidu držet a nosit zbraně nesmí být porušeno; jelikož je v čase míru stálé vojsko nebezpečím pro svobodu, nemělo by být udržováno a mělo by být pod přísnou kontrolou civilní vlády. Avšak nic ze zde uvedeného nesmí být vykládáno jako oprávnění ke skrytému nošení zbraní nebo omezení pravomoci parlamentu vydávat nařízení omezující skryté nošení zbraní. |
| Jižní Karolína   | Článek 1 Listina práv § 20          | A well regulated militia being necessary to the security of a free State, the right of the people to keep and bear arms shall not be infringed. As, in times of peace, armies are dangerous to liberty, they shall not be maintained without the consent of the General Assembly. The military power of the State shall always be held in subordination to the civil authority and be governed by it. No soldier shall in time of peace be quartered in any house without the consent of the owner nor in time of war but in the manner prescribed by law. | Dobře udržovaná domobrana je nezbytná pro bezpečnost svobodného státu, právo lidu držet a nosit zbraně nesmí být porušeno. V časech míru je vojsko nebezpečím pro svobodu, proto by nemělo být udržováno bez souhlasu parlamentu. Vojenské síly státu musí být vždy podřízené a kontrolované civilní vládou. Žádný voják nesmí být v době míru ubytován v žádném domě bez souhlasu jeho vlastníka; to platí i v době války, ledaže by se tak stalo způsobem předepsaným zákonem. |
| Kansas           | Listina práv § 4                    | A person has the right to keep and bear arms for the defense of self, family, home and state, for lawful hunting and recreational use, and for any other lawful purpose; but standing armies, in time of peace, are dangerous to liberty, and shall not be tolerated, and the military shall be in strict subordination to the civil power. | Člověk má právo držet a nosit zbraně pro obranu sebe, rodiny, domova a státu, pro legální lov a rekreační účely a pro jakékoliv jiné legální účely; stálé vojsko je v čase míru nebezpečím pro svobodu a nemělo by být tolerováno, a proto by vojsko mělo být pod přísnou kontrolou civilní vlády. |
| Kentucky         | Článek 1 Listina práv § 1 odst. 7   | All men are, by nature, free and equal, and have certain inherent and inalienable rights, among which may be reckoned: ...The right to bear arms in defense of themselves and of the State, subject to the power of the General Assembly to enact laws to prevent persons from carrying concealed weapons. | Všichni lidé jsou svobodní a jsou si vzájemně přirozeně rovni, a mají jistá inherentní a nezcizitelná práva, mezi nimi především: ...Právo nosit zbraně pro obranu sebe a státu, které podléhá pravomoci parlamentu vydávat zákony za účelem předcházení skrytému nošení zbraní. |
| Louisiana        | Článek 1 Deklarace práv § 11        | The right of each citizen to keep and bear arms is fundamental and shall not be infringed. Any restriction on this right shall be subject to strict scrutiny. | Právo každého občana držet a nosit zbraně je zásadní a nesmí být porušeno. Jakékoliv omezení tohoto práva musí podléhat přísnému přezkumu. |
| Maine            | Článek 1 Deklarace práv § 16        | Every citizen has a right to keep and bear arms and this right shall never be questioned. | Každý občan má právo držet a nosit zbraně a toto právo nesmí být nikdy zpochybněno. |
| Massachusetts    | Část 1. článek 17                   | The people have a right to keep and bear arms for the common defense. And as, in time of peace, armies are dangerous to liberty, they ought not to be maintained without the consent of the legislature, and the military power shall always be held in an exact subordination to the civil authority, and be governed by it. | Lid má právo držet a nosit zbraně pro společnou obranu. A jelikož je v době míru stálé vojsko nebezpečím pro svobodou, nemělo by být udržováno bez souhlasu parlamentu, a vojenská moc musí být vždy pod přesnou podřízeností a správou civilní autority. |
| Michigan         | Článek 1 Deklarace práv § 6         | Every person has the right to keep and bear arms for the defense of himself and the state. | Každý člověk má právo držet a nosit zbraně pro obranu sebe a státu. |
| Mississippi      | Článek 3 Listina práv § 12          | The right of every citizen to keep and bear arms in defense of his home, person, or property, or in aid of the civil power when thereto legally summoned, shall not be called in question, but the legislature may regulate or forbid carrying concealed weapons. | Právo každého občana držet a nosit zbraně pro obranu jeho domova, sebe samého nebo majetku, nebo pokud je řádně svolán na pomoc veřejné moci, nesmí být zpochybněno, ale parlament může regulovat nebo zakázat skryté nošení zbraní. |
| Missouri         | Článek 1 Listina práv § 23          | That the right of every citizen to keep and bear arms, ammunition, and accessories typical to the normal function of such arms, in defense of his home, person, family and property, or when lawfully summoned in aid of the civil power, shall not be questioned. The rights guaranteed by this section shall be unalienable. Any restriction on these rights shall be subject to strict scrutiny and the state of Missouri shall be obligated to uphold these rights and shall under no circumstances decline to protect against their infringement. Nothing in this section shall be construed to prevent the general assembly from enacting general laws which limit the rights of convicted violent felons or those adjudicated by a court to be a danger to self or others as result of a mental disorder or mental infirmity. | Právo každého občana držet a nosit zbraně, střelivo a doplňky typické pro běžnou funkci zbraní za účelem obrany domova, sebe, rodiny a majetku, nebo pokud je zákonně svolán k pomoci veřejné moci, nesmí být zpochybňováno. Práva zaručená tímto ustanovením jsou nezadatelná. Jakákoliv omezení těchto práv musí být podrobena detailnímu přezkumu a stát Missouri má povinnost tato práva šetřit a za žádných okolností nesmí odmítnout ochranu proti jejich porušení. Toto ustanovení nesmí být vykládáno jakožto omezení parlamentu přijímat obecné zákony omezujících právo odsouzených zločinců nebo osob určených soudy jakožto nebezpečných sobě či jiným v důsledku duševní nemoci. |
| Montana          | Článek 2 Deklarace práv § 12        | The right of any person to keep or bear arms in defense of his own home, person, and property, or in aid of the civil power when thereto legally summoned, shall not be called in question, but nothing herein contained shall be held to permit the carrying of concealed weapons. | Právo každé osoby držet a nosit zbraně pro obranu jejího domova, sebe samé a jejího majetku nebo ku pomoci veřejné moci, je-li k tomu řádně svolána, nesmí být zpochybněno, ale nic z uvedeného nemá být bráno jako povolení skrytého nošení zbraní. |
| Nebraska         | Část I-1 Prohlášení o právech       | All persons are by nature free and independent, and have certain inherent and inalienable rights; among these are life, liberty, the pursuit of happiness, and the right to keep and bear arms for security or defense of self, family, home, and others, and for lawful common defense, hunting, recreational use, and all other lawful purposes, and such rights shall not be denied or infringed by the state or any subdivision thereof. To secure these rights, and the protection of property, governments are instituted among people, deriving their just powers from the consent of the governed.. | Všichni lidé jsou přirozeně svobodní a nezávislí, a mají jistá inherentní a nezcizitelná práva; mezi nimi život, svobodu, hledání životního štěstí a právo držet a nosit zbraně za účelem bezpečnosti nebo obrany sebe, rodiny, domova a jiných osob a pro zákonnou společnou obranu, lov, rekreační účely a jakékoliv jiné zákonné důvody, a tato jejich práva nesmí být porušena nebo jim odebrána státem nebo jeho územními celky. K zabezpečení těchto práv a pro ochranu majetku jsou lidem ustanoveny vlády, které odvozují svou moc od souhlasu těch, nad kterými vládnou. |
| Nevada           | Článek 1 Deklarace práv § 11.1      | Every citizen has the right to keep and bear arms for security and defense, for lawful hunting and recreational use and for other lawful purposes. | Každý občan má právo držet a nosit zbraně pro účely bezpečnosti, obrany, legálního lovu a rekreační účely a pro jiné zákonné důvody. |
| New Hampshire    | Část 1 Listina práv § článek 2-a    | All persons have the right to keep and bear arms in defense of themselves, their families, their property and the state. | Všichni lidé mají právo držet a nosit zbraně pro obranu sebe samých, jejich rodin, majetku a státu. |
| Nové Mexiko      | Článek 2 Listina práv § 6           | No law shall abridge the right of the citizen to keep and bear arms for security and defense, for lawful hunting and recreational use and for other lawful purposes, but nothing herein shall be held to permit the carrying of concealed weapons. No municipality or county shall regulate, in any way, an incident of the right to keep and bear arms. | Žádný zákon nesmí bránit právu občanů držet a nosit zbraně za účelem bezpečnosti a obrany, legálního lovu a pro rekreační účely a jiné zákonné účely, ale nic z uvedeného nemá být bráno jako povolení skrytého nošení zbraní. Žádné město nebo okres nemůže jakýmkoliv způsobem regulovat právo držet a nosit zbraně. |
| Ohio             | Článek 1 Listina práv § 4           | The people have the right to bear arms for their defense and security; but standing armies, in time of peace, are dangerous to liberty, and shall not be kept up; and the military shall be in strict subordination to the civil power. | Lid má právo nosit zbraně po svou obranu a bezpečnost; ale stálé vojsko je v čase míru nebezpečím pro svobodu a nemělo by být udržováno; a proto by vojsko mělo být pod přísnou kontrolou civilní vlády. |
| Oklahoma         | Článek 2 Listina práv § 26          | The right of a citizen to keep and bear arms in defense of his home, person, or property, or in aid of the civil power, when thereunto legally summoned, shall never be prohibited, but nothing herein contained shall prevent the legislature from regulating the carrying of weapons. | Právo občana držet a nosit zbraně pro obranu domova, sebe nebo majetku nebo veřejné moci, je-li řádně svolán jí pomoci, nesmí být zakázáno, ale nic se zde uvedeného nemá bránit parlamentu regulovat skryté nošení zbraní. |
| Oregon           | Článek 1 Listina práv § 27          | The people shall have the right to bear arms for the defense of themselves, and the state, but the Military shall be kept in strict subordination to the civil power. | Lid má právo nosit zbraně pro obranu sebe samých a státu, vojsko musí podléhat přísné kontrole civilní vlády. |
| Pensylvánie      | Článek 1 Deklarace práv § 21        | The right of the citizens to bear arms in defense of themselves and the State shall not be questioned. | Právo občanů nosit zbraně pro obranu sebe samých a státu nesmí být zpochybňováno. |
| Rhode Island     | Článek 1 Deklarace práv § 22        | The right of the people to keep and bear arms shall not be infringed. | Právo lidu držet a nosit zbraně nesmí být porušeno. |
| Tennessee        | Článek 1 Deklarace práv § 26        | That the citizens of this State have a right to keep and to bear arms for their common defense; but the Legislature shall have power, by law, to regulate the wearing of arms with a view to prevent crime. | Občané tohoto státu mají právo držet a nosit zbraně pro společnou obranu; ale parlament má pravomoc, s ohledem na předcházení zločinu, stanovit zákonem pravidla pro nošení zbraní. |
| Texas            | Článek 1 Listina práv § 23          | Every citizen shall have the right to keep and bear arms in the lawful defense of himself or the State; but the legislature shall have power, by law, to regulate the wearing of arms, with a view to prevent crime. | Každý občan má právo držet a nosit zbraně pro zákonnou obranu sebe nebo státu; ale parlament má pravomoc, s ohledem na předcházení zločinu, stanovit zákonem pravidla pro nošení zbraní. |
| Utah             | Článek 1 § 6                        | The individual right of the people to keep and bear arms for security and defense of self, family, others, property, or the state, as well as for other lawful purposes shall not be infringed; but nothing herein shall prevent the Legislature from defining the lawful use of arms. | Individuální právo lidu držet a nosit zbraně za účelem bezpečnosti a obrany sebe, rodiny, ostatních, majetku nebo státu, stejně tak pro jiné zákonné účely, nesmí být porušeno; ale nic zde uvedeného nemá bránit parlamentu v definování použití zbraní, které je ve shodě se zákonem. |
| Vermont          | Kapitola I článek 16                | That the people have a right to bear arms for the defence of themselves and the State – and as standing armies in time of peace are dangerous to liberty, they ought not to be kept up; and that the military should be kept under strict subordination to and governed by the civil power. | Lid má právo nosit zbraně pro obranu sebe a státu, a jelikož je v době míru stálé vojsko nebezpečím pro svobodu, nemělo by být udržováno a má být pod přísnou podřízeností a kontrolou civilní vlády. |
| Virginie         | Listina práv, článek 1 § 13         | That a well regulated militia, composed of the body of the people, trained to arms, is the proper, natural, and safe defense of a free state, therefore, the right of the people to keep and bear arms shall not be infringed; that standing armies, in time of peace, should be avoided as dangerous to liberty; and that in all cases the military should be under strict subordination to, and governed by, the civil power. | Jelikož je dobře udržovaná domobrana, složená z lidu, trénovaná se zbraněmi, vlastní, přirozenou, a bezpečnou obranou svobodného státu, právo lidu držet a nosit zbraně nesmí být porušeno; je nutné se vyvarovat udržování stálého vojska v časech míru jako nebezpečí pro svobodu, a proto by mělo vojsko být za všech okolností pod přísnou kontrolou a velením civilní vlády. |
| Západní Virginie | Článek 3 § 22                       | A person has the right to keep and bear arms for the defense of self, family, home, and state, and for lawful hunting and recreational use. | Člověk má právo držet a nosit zbraně pro obranu svou, rodiny, domova, a státu a pro legální lov a rekreační účely. |
| Washington       | Deklarace práv, článek 1 § 25       | The right of the individual citizen to bear arms in defense of himself, or the state, shall not be impaired, but nothing in this Section shall be construed as authorizing individuals or corporations to organize, maintain or employ an armed body of men. | Právo občana nosit zbraně pro obranou svou nebo státu nesmí být narušeno, ale nic z uvedeného v tomto paragrafu nemá být vykládáno jako povolení pro jednotlivce nebo společnosti vytvářet, udržovat nebo využívat ozbrojených skupin. |
| Wisconsin        | Deklarace práv, článek 1 § 25       | The people have the right to keep and bear arms for security, defense, hunting, recreation or any other lawful purpose. | Lid má právo držet a nosit zbraně pro účely bezpečnosti, obrany, lovu, rekreace nebo z jakýchkoliv jiných zákonných důvodů. |
| Wyoming          | Deklarace práv, článek 1 § 24       | The right of citizens to bear arms in defense of themselves and of the state shall not be denied. | Občanům nesmí být odepřeno právo nosit zbraně pro obranu sebe a státu. |